# جگوار اس‌اس۱۰۰

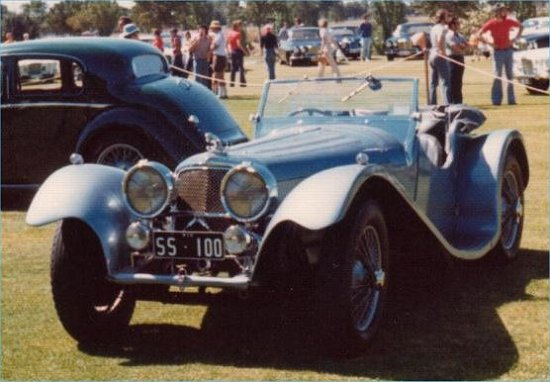

جگوار اس‌اس۱۰۰ (Jaguar SS۱۰۰) خودرویی است که در سال‌های ۱۹۳۶–۱۹۴۰تولید شده‌است.
این خودرو در کلاس خودرو اسپورت قرار گرفته، طول آن در حالت طبیعی ۱۵۳ اینچ (۳٬۸۸۶ میلیمتر) و عرض آن در حالت طبیعی ۶۳ اینچ (۱٬۶۰۰ میلیمتر) است.